# Stor-Ringvattnet
Stor-Ringvattnet är en sjö i Strömsunds kommun i Jämtland och ingår i Ångermanälvens huvudavrinningsområde. Sjön har en area på 1,82 kvadratkilometer och ligger 315,3 meter över havet. Sjön avvattnas av vattendraget Kvarnån (Dammån).

## Delavrinningsområde
Stor-Ringvattnet ingår i det delavrinningsområde (711862-148156) som SMHI kallar för Utloppet av Stor-Ringvattnet. Medelhöjden är 375 meter över havet och ytan är 25,73 kvadratkilometer. Det finns inga avrinningsområden uppströms utan avrinningsområdet är högsta punkten. Kvarnån (Dammån) som avvattnar avrinningsområdet har biflödesordning 4, vilket innebär att vattnet flödar genom totalt 4 vattendrag innan det når havet efter 229 kilometer. Avrinningsområdet består mestadels av skog (82 procent). Avrinningsområdet har 1,98 kvadratkilometer vattenytor vilket ger det en sjöprocent på 7,7 procent.